# Le Neufour
 Le Neufour  es una población y comuna francesa, en la región de Lorena, departamento de Mosa, en el Distrito de Verdún y cantón de Clermont-en-Argonne.

## Demografía
| 96 | 104 | 85 | 71 | 70 | 74 |
| Para los censos de 1962 a 1999 la población legal corresponde a la población sin duplicidades (Fuente: INSEE [Consultar]) |     |    |    |    |    |